# Iggy Silva
Iggy Silva (* 6. September 1990 in San Diego) ist ein US-amerikanischer Bahn- und Straßenradrennfahrer.
Iggy Silva wurde 2006 auf der Straße US-amerikanischer Meister im Kriterium-Rennen der Juniorenklasse und im nächsten Jahr gewann er den Titel im Einzelzeitfahren. Auf der Bahn wurde er 2008 nationaler Juniorenmeister in der Mannschaftsverfolgung und 2009 im Madison zusammen mit Cody O’Reilly. Auf der Straße gewann Silva 2009 die zweite Etappe des McLane Pacific Classic. Seit 2010 fährt er für das Continental Team Trek Livestrong U23.

## Erfolge – Straße
2006
- US-amerikanischer Meister – Kriterium (Junioren)

2007
- US-amerikanischer Meister – Einzelzeitfahren (Junioren)

## Erfolge – Bahn
2008
- US-amerikanischer Meister – Mannschaftsverfolgung (Junioren) mit Alfredo Cruz, Danny Finneran und Danny Heeley

2009
- US-amerikanischer Meister – Madison mit Cody O’Reilly

## Teams
- 2010 Trek Livestrong U23
- 2011 Wonderful Pistachios Cycling